# Головинское сельское поселение (Белгородская область)
Головинское сельское поселение — муниципальное образование Белгородского района Белгородской области России.
Административный центр — село Головино.

## История
Головинский сельсовет к началу 1960-х годов вырос до 10 населенных пунктов и стал одним из самых крупных в Октябрьском (позже снова Белгородском) районе.

## Население
| 2010  | 2011  | 2012  | 2013  | 2014  | 2015  | 2016  | 2017  | 2018  |
| ----- | ----- | ----- | ----- | ----- | ----- | ----- | ----- | ----- |
| 1533  | ↗1534 | ↗1552 | ↗1572 | ↗1592 | ↘1577 | ↗1584 | ↗1590 | ↗1625 |
| 2019  | 2020  | 2021  |       |       |       |       |       |       |
| ↗1646 | ↗1730 | ↗2362 |       |       |       |       |       |       |

## Состав сельского поселения
| № | Населённый пункт | Тип населённого пункта       | Население |
| - | ---------------- | ---------------------------- | --------- |
| 1 | Бехлевка         | село                         | ↗42       |
| 2 | Болдыревка       | село                         | ↗69       |
| 3 | Варваровка       | село                         | ↗184      |
| 4 | Головино         | село, административный центр | ↗837      |
| 5 | Новая Нелидовка  | село                         | ↗255      |
| 6 | Салтыково        | село                         | ↘58       |
| 7 | Соловьёвка       | село                         | ↘46       |
| 8 | Старая Нелидовка | село                         | ↗42       |